# Pseudosagedia
Pseudosagedia är ett släkte av lavar. Pseudosagedia ingår i familjen Porinaceae, ordningen Ostropales, klassen Lecanoromycetes, divisionen sporsäcksvampar och riket svampar.
|               | Porina                                   |
|               |                                          |
|               | Clathroporina                            |
|               |                                          |
|               | Trichothelium                            |
|               |                                          |
|               | Segestria                                |
|               |                                          |
| Pseudosagedia | \| \| Pseudosagedia isidiata \| \| \| \| |
|               | \| \| Pseudosagedia isidiata \| \| \| \| |
|               | Pseudosagedia isidiata                   |
|               |                                          |

|  | Pseudosagedia isidiata |
|  |                        |